# Dnepr
Il Dnepr (in russo Днепр?), anche noto come Dnipro (in ucraino Дніпро?; in bielorusso Дняпро?, Dnjapro; in italiano anticamente Nipro o Boristene), è il quarto fiume d'Europa per lunghezza dopo il Volga, il Danubio e l'Ural. Si estende lungo 2 201 km con una portata media alla foce di 1 670 m³/s. Il suo bacino idrografico comprende un'area di 516 000 km² ed è il terzo in Europa per estensione, dopo quelli del Volga e del Danubio.

## Corso
Il Dnepr nasce dall'altopiano del Valdaj nella Russia occidentale, poi entra in Bielorussia e per 115 km fa da confine naturale fra Bielorussia e Ucraina. Attraversa infine l'Ucraina, di cui bagna la capitale Kiev.
Approssimativamente gli ultimi 800 km del fiume sono una catena di bacini artificiali, chiamati la Cascata di dighe del Dnepr. Questi bacini sono: il bacino di Kiev (Kyivs'ke) (922 km²), il bacino di Kaniv (582 km²), il bacino di Kremenčuk (2 252 km²), il bacino di Dniprodzeržyns'k (567 km²) e il bacino di Zaporižžja (410 km²). Il bacino di Kachov (2 155 km²) rappresentava l'ultimo salto della "cascata", ma nel giugno del 2023 la diga è stata oggetto di un attacco all'interno della guerra russo-ucraina che ha portato al suo completo prosciugamento. Le dighe che formano questi bacini sono utilizzate per generare energia idroelettrica, che corrisponde al 10% circa dell'elettricità prodotta dall'Ucraina.
Il Dnepr sfocia nel Mar Nero tramite un lungo estuario, non lontano dalla città di Odessa, a occidente della Crimea.

## Storia
Il Dnepr è menzionato dallo storico dell'antica Grecia Erodoto nel V secolo a.C. come Βορυσθένης (Borysthénēs), un nome di origine scita (*varu-stāna) che significa "ampia terra". Anche Demostene e Strabone usarono lo stesso nome (seppure quest'ultimo in relazione a una città nei pressi del fiume medesimo).
In epoca tarda si impose il nome latino Danaper o Danapris (il secondo anche in fonti greche come Δάναπρις). Il vecchio nome slavo usato al tempo della Rus' di Kiev era Славутич, Slavutič. Gli Unni lo chiamarono Var e i Bulgari Buri-Chai.
Il fiume è stato da sempre la principale via di comunicazione in questa regione e ha favorito in particolare i collegamenti tra il Mar Baltico e il Mar Nero. Su questa via i Vichinghi e i Polacchi si spinsero verso sud, percorrendo la via variago-greca. Il Dnepr fu, durante la seconda guerra mondiale, il fulcro della linea Stalin, scenario di aspri combattimenti tra le armate tedesche e russe, e oggi, come in passato esso costituisce la divisione più geograficamente lampante tra ovest ed est ucraino, il primo più mitteleuropeo, il secondo con forti minoranze russofone.

## Città e paesi sul Dnepr

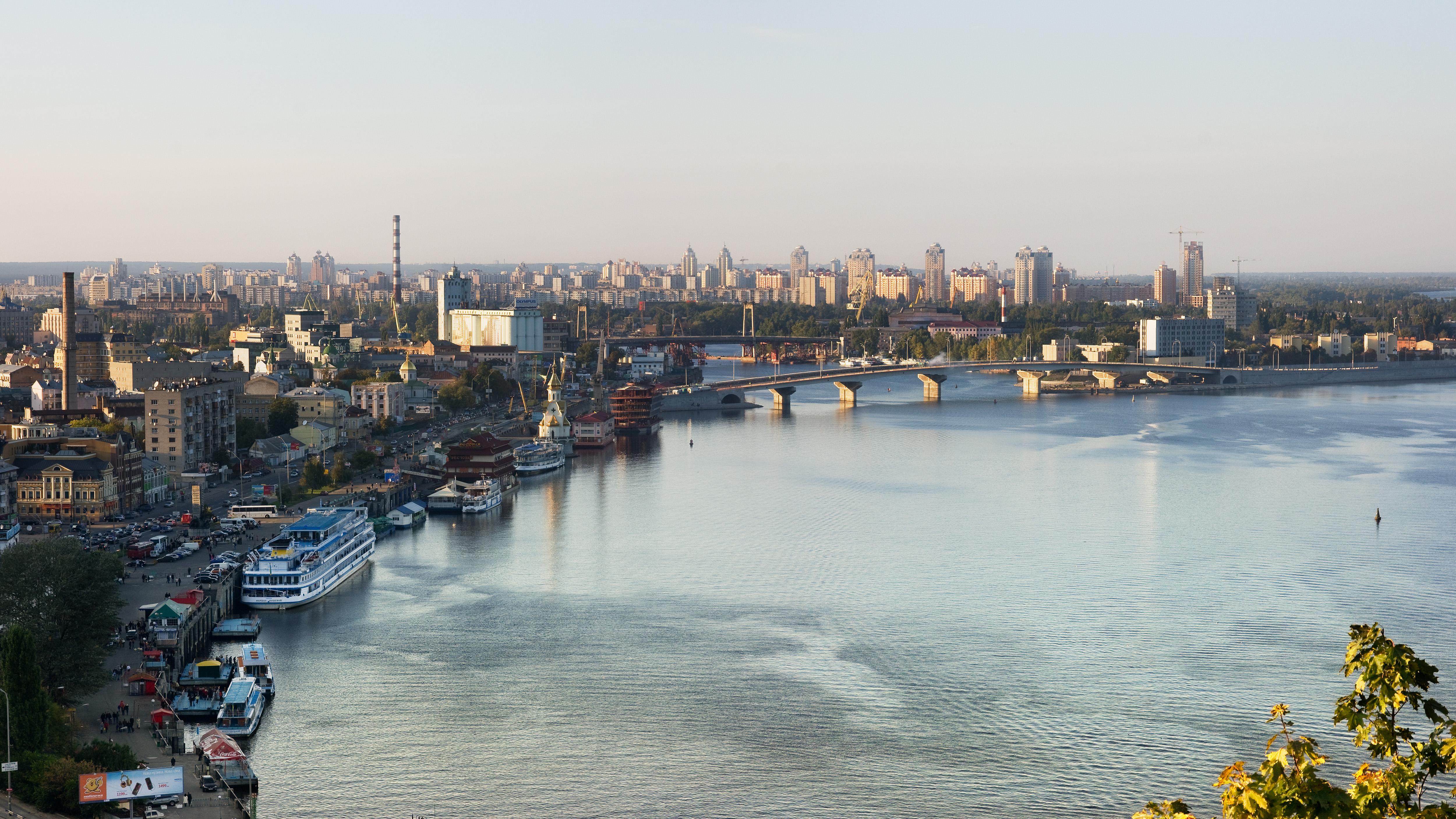
Il fiume Dnepr a Kiev

Dalla sorgente alla foce:
- Dorogobuž, Russia
- Smolensk, Russia
- Orša, Bielorussia
- Škloŭ, Bielorussia
- Mahilëŭ, Bielorussia
- Bychaŭ, Bielorussia
- Rahačoŭ, Bielorussia
- Žlobin, Bielorussia
- Rėčica, Bielorussia
- Kiev, Ucraina
- Kaniv, Ucraina
- Čerkasy, Ucraina
- Kremenčuk, Ucraina
- Kam"jans'ke, Ucraina
- Dnipro, Ucraina
- Zaporižžja, Ucraina
- Marhanec', Ucraina
- Nikopol', Ucraina
- Nova Kachovka, Ucraina
- Cherson, Ucraina

## Tributari del Dnepr

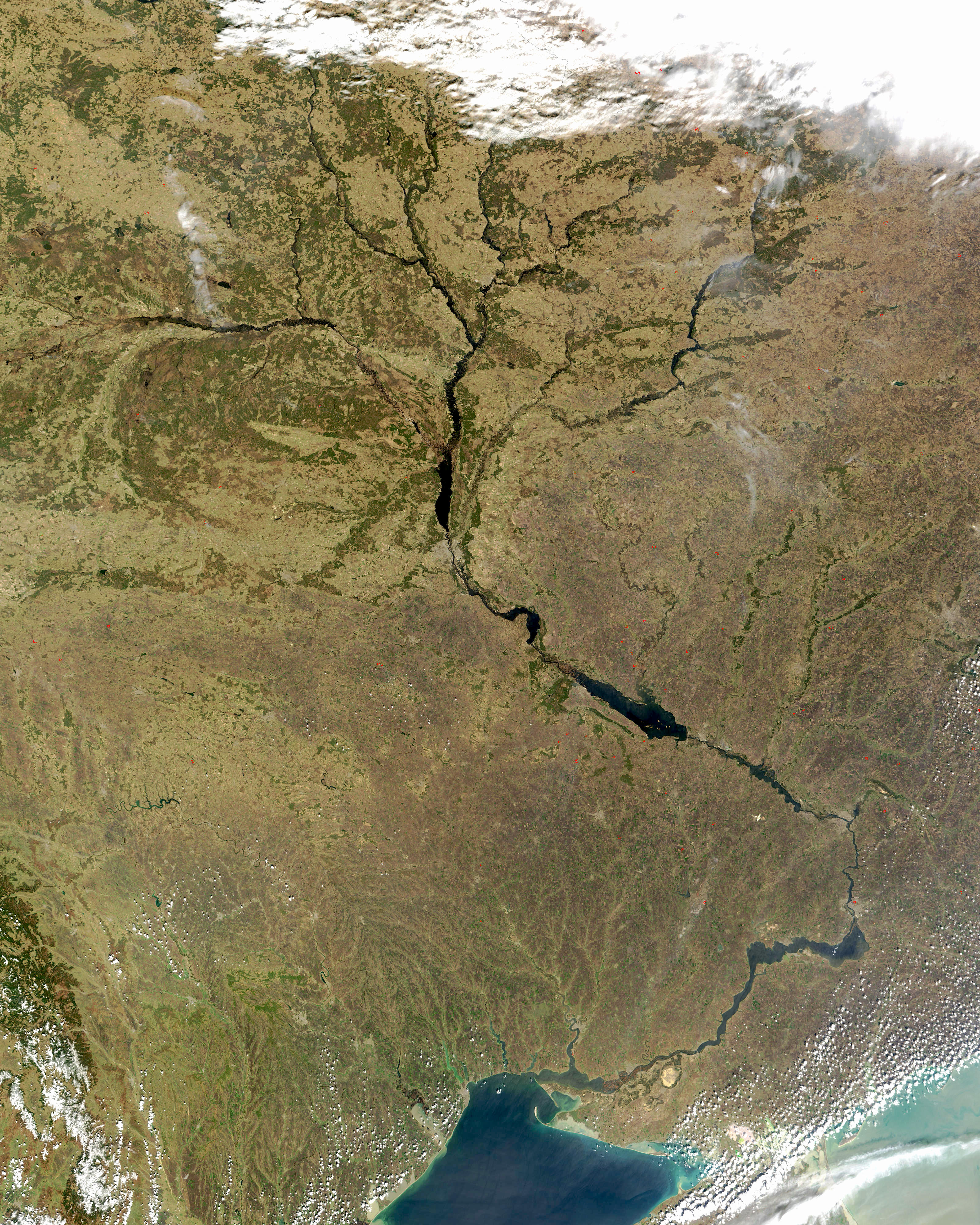
Il Dnepr e i suoi tributari

Tributari del Dnepr in ordine orografico:
- Vjaz'ma (S)
- Vop' (D)
- Chmost' (D)
- Drut' (D)
- Beresina (D)
- Sož (S)
- Pryp"jat' (D)
- Irpin' (D)
- Sula (S)
- Vorskla (S)
- Ros' (D)
- Bazavluk (D)
- Inhulec' (D)
- Konka (D)
- Desna (S)

## Il toponimo in italiano
In italiano il fiume è conosciuto principalmente con il nome russo, Dnepr (anche nella grafia Dniepr o Dnieper), per il prestigio della lingua russa e soprattutto per il dominio storico sulla regione dell'Impero russo prima e dell'Unione Sovietica poi. 
A seguito dell'invasione russa dell'Ucraina si è affermato nei media anche l'uso del toponimo ucraino Dnipro.
Esistono due nomi italiani per il fiume in questione: Boristene e Nipro. Il primo si riferisce esclusivamente all'epoca classica – cfr. greco Βορυσθένης (Borysthénēs) e latino Bŏrysthĕnēs –, il secondo all'epoca moderna: si tratta in effetti della forma italianizzata del rumeno Nipru e anche dell'ucraino Dnipro, talvolta usata anche in testi e carte geografiche, e pressoché esclusivamente quando si parla della battaglia del Nipro, combattuta dal 3º Reggimento bersaglieri italiano nella seconda guerra mondiale.

### Annotazioni
1. ↑  Vedasi, fra gli altri,  Guerra Ucraina, «missioni suicide» di Mosca per attraversare il fiume Dnipro: ecco perché è così importante (anche per i negoziati), in il Messaggero, 4 marzo 2025.,  Sasha Vakulina, Le forze ucraine provano ad attraversare il fiume Dnipro, i russi ostacolano le operazioni, in Euronews, 24 ottobre 2023. o  Brunella Giovara, Distrutta la diga sul fiume Dnipro: un Vajont nell’Ucraina in guerra, in la Repubblica, 6 giugno 2023..

### Riferimenti
1. 1 2 3 4 5 6   Franco Montanari, Vocabolario della lingua greca, Torino, Loescher, 1995.
2. 1 2 3   Luigi Castiglioni, Scevola Mariotti, Vocabolario della lingua latina, 2ª edizione, Torino, Loescher, 1990  [1966].
3. ↑   Bruno Migliorini, Carlo Tagliavini; Piero Fiorelli, Il DOP – Dizionario d'ortografia e di pronunzia, 2ª ed., Roma, ERI, 1981.
4. ↑  Per es. Europa – Carta Politica/Carta Fisica; Misano Adriatico, Belletti, 11ª ed.